# Volta a Portugal de 1971
A 34ª edição da Volta a Portugal em Bicicleta ("Volta 71") decorreu entre os dias 24 de Julho e 8 de Agosto de 1971. Composta por 25 etapas.

## Equipas
Participaram 106 ciclistas de 12 equipas:
- Ambar
- Benfica
- Bic
- Brandy Macieira
- Coelima
- FC Porto
- Gin. Tavira
- Fagor
- Lavandaria Coimbra
- Louletano
- Sporting-GazCidla
- Sangalhos

## Etapas
| Nº        | Data        | Etapa                                        | km   | Vencedor da etapa                     | Camisola Amarela                      |
| --------- | ----------- | -------------------------------------------- | ---- | ------------------------------------- | ------------------------------------- |
| 1ª etapa  | 24 de Julho | Estádio José Alvalade - Campo Grande         | 4,5  | Joaquim Agostinho (Sporting-GazCidla) | Joaquim Agostinho (Sporting-GazCidla) |
| 2ª etapa  | 25 de Julho | Almada - Setúbal                             | 64   | Joaquim Agostinho (Sporting-GazCidla) | Joaquim Agostinho (Sporting-GazCidla) |
| 3ª etapa  | 25 de Julho | Setúbal - Sines                              | 117  | Gerard Vianen (Fagor)                 | Joaquim Agostinho (Sporting-GazCidla) |
| 4ª etapa  | 26 de Julho | Sines - Faro                                 | 203  | Jean Largeau (Brandy Macieira)        | Joaquim Agostinho (Sporting-GazCidla) |
| 5ª etapa  | 27 de Julho | Faro - Tavira                                | 54   | Jesús Aranzabal (Bic)                 | Joaquim Agostinho (Sporting-GazCidla) |
| 6ª etapa  | 27 de Julho | Pista de Tavira (Perseguição individual)     | 2    | Joaquim Agostinho (Sporting-GazCidla) | Joaquim Agostinho (Sporting-GazCidla) |
| 7ª etapa  | 28 de Julho | Vila Real de Santo António - Montemor-o-Novo | 2251 | Manuel Durão (Sangalhos)              | Joaquim Agostinho (Sporting-GazCidla) |
| 8ª etapa  | 29 de Julho | Montemor-o-Novo - Abrantes                   | 143  | Catieux (Fagor)                       | Joaquim Agostinho (Sporting-GazCidla) |
| 9ª etapa  | 29 de Julho | Abrantes - Fátima                            | 78   | Celestino Oliveira (Sangalhos)2       | Joaquim Agostinho (Sporting-GazCidla) |
| 10ª etapa | 30 de Julho | Fátima - Figueira da Foz                     | 80   | Gerard Vianen (Fagor)                 | Joaquim Agostinho (Sporting-GazCidla) |
| 11ª etapa | 30 de Julho | Pista de Sangalhos (Perseguição individual)  | 2    | Joaquim Agostinho (Sporting-GazCidla) | Joaquim Agostinho (Sporting-GazCidla) |
| 12ª etapa | 31 de Julho | Luso - Porto                                 | 128  | Gerard Vianen (Fagor)                 | Joaquim Agostinho (Sporting-GazCidla) |
| 13ª etapa | 31 de Julho | Pista das Antas (Perseguição individual)     | 9    | Jean Leblanc (Bic)                    | Joaquim Agostinho (Sporting-GazCidla) |
| 14ª etapa | 1 de Agosto | Porto - Guimarães                            | 63   | Daniel Ducreux (Bic)                  | Joaquim Agostinho (Sporting-GazCidla) |
| 15ª etapa | 1 de Agosto | Circuito de Vila do Conde                    | 60   | Joel Millard (Brandy Macieira)        | Joaquim Agostinho (Sporting-GazCidla) |
| 16ª etapa | 2 de Agosto | Ofir - Vidago                                | 190  | Lino Santos (Sangalhos)               | Joaquim Agostinho (Sporting-GazCidla) |
| 17ª etapa | 3 de Agosto | Vidago - Pedras Salgadas (C/R individual)    | 10   | Joaquim Agostinho (Sporting-GazCidla) | Joaquim Agostinho (Sporting-GazCidla) |
| 18ª etapa | 3 de Agosto | Pedras Salgadas - Amarante                   | 126  | Paulino Domingues (Ambar)             | Joaquim Agostinho (Sporting-GazCidla) |
| 19ª etapa | 4 de Agosto | Lamego - Torre                               | 152  | Joaquim Agostinho (Sporting-GazCidla) | Joaquim Agostinho (Sporting-GazCidla) |
| 20ª etapa | 5 de Agosto | Covilhã - Penhas da Saúde                    | 12,6 | Joaquim Agostinho (Sporting-GazCidla) | Joaquim Agostinho (Sporting-GazCidla) |
| 21ª etapa | 5 de Agosto | Covilhã - Alcains                            | 62   | Catieux (Fagor)                       | Joaquim Agostinho (Sporting-GazCidla) |
| 22ª etapa | 6 de Agosto | Alcains - Badajoz                            | 178  | Serge Guillaume (Brandy Macieira)     | Joaquim Agostinho (Sporting-GazCidla) |
| 23ª etapa | 7 de Agosto | Badajoz - Alcobaça                           | 241  | Álvaro Roque (Ambar)                  | Joaquim Agostinho (Sporting-GazCidla) |
| 24ª etapa | 8 de Agosto | Caldas da Rainha - Sintra                    | 98   | Georges Chappe (Fagor)                | Joaquim Agostinho (Sporting-GazCidla) |
| 25ª etapa | 8 de Agosto | Sintra - Lisboa (C/R individual)             | 25   | Joaquim Agostinho (Sporting-GazCidla) | Joaquim Agostinho (Sporting-GazCidla) |

1- Devido à explosão de um carro de um espectador, foram neutralizados os primeiros trinta quilómetros da etapa.
2- O espanhol Jesús Aranzabal (Bic) venceu a etapa originalmente mas a vitória foi-lhe retirada após ter acusado positivo no controlo anti-doping posterior.

## Classificações Finais

### Geral individual
| Lugar | Nome               | Nacionalidade | Equipa            | Tempo       |
| 01º   | Joaquim Agostinho  | Portugal      | Sporting-GazCidla | 60h 47' 05" |
| 02º   | Alain Santy        | França        | Bic               | + 9' 54"    |
| 03º   | Firmino Bernardino | Portugal      | Sporting-GazCidla | + 11' 05"   |
| 04º   | Fernando Mendes    | Portugal      | Benfica           | + 12' 59"   |
| 05º   | José Pereira       | Portugal      | Coelima           | + 14' 57"   |
| 06º   | João Pinhal        | Portugal      | SL Benfica        | + 15' 40"   |
| 07º   | José Madeira       | Portugal      | Gin. Tavira       | + 16' 34"   |
| 08º   | Georges Chappe     | França        | Fagor             | + 19' 18"   |
| 09º   | Fulgêncio Sanchez  | Espanha       | Coelima           | + 19' 42"   |
| 10º   | Vítor Rocha        | Portugal      | Sporting-GazCidla | + 19' 54"   |

### Equipas
| Lugar | Equipa            | Tempo        |
| 1º    | Sporting-GazCidla | 182h 45' 06" |
| 2º    | Coelima           | + 23' 04"    |
| 3º    | Benfica           | + 24' 34"    |

### Pontos
| Lugar | Ciclista          | Equipa            | Pontos |
| 1º    | Joaquim Agostinho | Sporting-GazCidla | 71     |
| 2º    | Alain Santy       | Bic               | 57     |
| 3º    | Gerard Vianen     | Fagor             | 53     |

### Montanha
| Lugar | Ciclista           | Equipa            | Pontos |
| 1º    | Firmino Bernardino | Sporting-GazCidla | 57     |
| 2º    | Joaquim Agostinho  | Sporting-GazCidla | 40     |
| 3º    | Alain Santy        | Bic               | 29     |

### Metas Volantes
| Lugar | Ciclista          | Equipa            | Pontos |
| 1º    | Emiliano Dionísio | Sporting-GazCidla | 25     |
| 2º    | Catieux           | Fagor             | 19     |
| 3º    | Eusébio Pereira   | Gin. Tavira       | 16     |

### Combinado
1º Lugar - Joaquim Agostinho (Sporting-GazCidla)

## Ciclistas
Partiram: 106; Desistiram: 55; Terminaram: 51.
Media: 35,922 Km/h